# Proacidalia scotica
Proacidalia scotica är en fjärilsart som beskrevs av Charles James Watkins 1923. Proacidalia scotica ingår i släktet Proacidalia och familjen praktfjärilar. Inga underarter finns listade i Catalogue of Life.